# Grzegorz Raczak
Grzegorz Raczak (ur. 10 maja 1958 w Gdańsku) – polski kardiolog, nauczyciel akademicki i polityk, profesor nauk medycznych, poseł na Sejm VIII kadencji.

## Życiorys
W 1977 ukończył III Liceum Ogólnokształcące w Gdańsku, a w 1983 Wydział Lekarski Akademii Medycznej w Gdańsku. Odbył studia podyplomowe z zakresu zarządzania na Politechnice Gdańskiej (ukończone w 1999). Odbywał staże naukowe m.in. na Uniwersytecie w Pawii. Na Akademii Medycznej w Gdańsku uzyskiwał stopnie naukowe doktora (w 1991 na podstawie pracy pt. Przydatność przezprzełykowej stymulacji lewego przedsionka serca dla oceny zagrożenia oraz wykrywania napadowego migotania i trzepotania przedsionków) i doktora habilitowanego (w 2002 w oparciu o rozprawę zatytułowaną Przydatność nieinwazyjnych metod badania wrażliwości baroreceptorów tętniczych w różnicowaniu stopnia zagrożenia napadem częstoskurczu komorowego oraz migotania komór u chorych po zawale serca ze złośliwą albo potencjalnie złośliwą arytmią komorową w wywiadzie). 23 lipca 2008 otrzymał tytuł profesora nauk medycznych. Specjalizował się z zakresu chorób wewnętrznych (1. i 2. stopnia odpowiednio w 1986 i 1992) oraz kardiologii (2005).
Zawodowo związany z macierzystą uczelnią, przekształconą w Gdański Uniwersytet Medyczny, od 2003 na stanowisku profesora w II Klinice Chorób Serca Instytutu Kardiologii. W 2004 objął stanowisko kierownika tej kliniki, w latach 2005–2008 był zastępcą dyrektora Instytutu Kardiologii AMG. W 2006 został konsultantem wojewódzkim ds. kardiologii, w 2007 kierownikiem II Katedry Kardiologii, a w 2012 ordynatorem Klinicznego Centrum Kardiologii UCK w Gdańsku.
Członek m.in. Towarzystwa Internistów Polskich, Polskiego Towarzystwa Kardiologicznego (m.in. przewodniczący oddziału gdańskiego) oraz Polskiego Towarzystwa Lekarskiego. Powoływany w skład rad naukowych i kolegiów redakcyjnych czasopism „Folia Cardiologica”, „Geriatria” i „Forum Lekarza Rodzinnego”.
W 2006 bezskutecznie ubiegał się z listy Prawa i Sprawiedliwości o mandat w sejmiku pomorskim. W wyborach parlamentarnych w 2015 kandydował bez powodzenia do Sejmu w okręgu gdańskim z ramienia tej samej partii. Mandat poselski uzyskał jednak w czerwcu 2016 w miejsce Andrzeja Jaworskiego. W wyborach w 2019 nie został wybrany na kolejną kadencję.
Odznaczony m.in. Srebrnym (2005) i Złotym (2013) Krzyżem Zasługi.
Jest wdowcem, ma dwie córki i syna.